# Idaea consecrata
Idaea consecrata är en fjärilsart som beskrevs av Otto Staudinger 1897. Idaea consecrata ingår i släktet Idaea och familjen mätare. Inga underarter finns listade i Catalogue of Life.